# 皮彻
皮彻（英語：Pitcher）是位于美国纽约州希南戈县的一个镇，地处希南戈县西端、诺威奇以西。2010年美国人口普查时，该镇有803人。皮彻镇建于1827年，其名称来源于纽约州第八任州长纳撒尼尔·皮彻。